# Kottgeisering
Kottgeisering er en kommune i Landkreis Fürstenfeldbruck der ligger i den vestlige del af Regierungsbezirk Oberbayern i den tyske delstat Bayern. Kottgeisering er en del af Verwaltungsgemeinschaft Grafrath og ligger cirka 11 km sydvest for Fürstenfeldbruck og 34 km vest for München.